# 府中市立浅間中学校

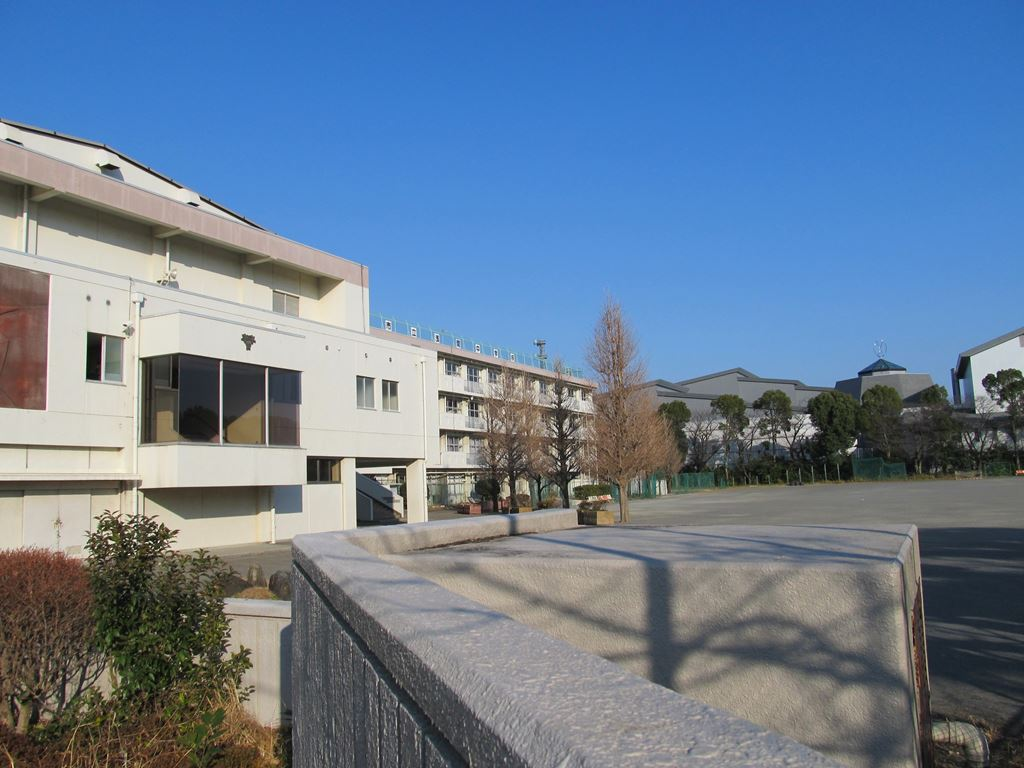
校舎。校庭。

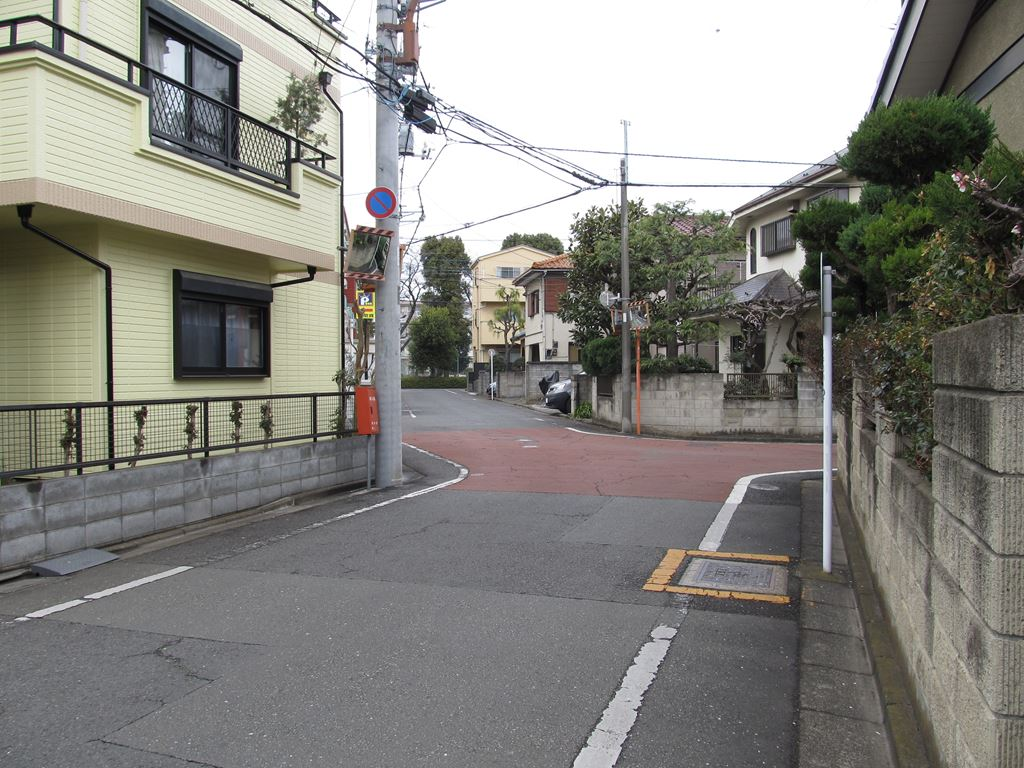
人見街道が敷地内から出てくる部分

府中市立浅間中学校（ふちゅうしりつ せんげんちゅうがっこう）は、1982年（昭和57年）4月1日に開校した、東京都府中市浅間町一丁目に所在する公立中学校である。
シンボルは近くの浅間山に自生する「ムサシノキスゲ」である。
米軍より1975年から返還された跡地利用計画によって建設された学校である。人見街道が敷地内を横切っており、今でもその名残を感じられる。

## 校区
- 若松町一丁目の9から39番以外の地域
- 若松町二丁目の39番（7）及び40番（1、2、5、8、11から20、23、30、32及び40から42）以外の地域
- 若松町三丁目の27から42番以外の地域
- 若松町四丁目の19から45番以外の地域
- 若松町五丁目の7から17番以外の地域
- 浅間町一丁目の全域
- 浅間町四丁目の1から6番、7番（1及び4）、8から18番、19番（3、4、7、8、10から13、15、17、19及び20）、20番（11、13から16、23、50及び63）及び22番（1から3、6、9、12及び21）以外の地域
- 天神町二丁目の1から9番、11番、12番及び31から34番
- 府中町二丁目の3から7番
- 府中町三丁目の全域
- 緑町の全域
- 宮町一丁目の1から16番、18番、20番、22番及び24番以外の地域
- 宮町二丁目の全域
- 宮町三丁目の全域
- 八幡町の全域
- 清水が丘一丁目の全域

## 交通
- 京王電鉄京王線東府中駅北口から徒歩10分